# Raden Soetomo
Raden Soetomo (* 30. Juli 1888 in Ngepeh, Nganjuk; † 30. Mai 1938 in Surabaya) war ein niederländisch-indischer Arzt und Unabhängigkeitskämpfer. 

## Biographie

### In der STOVIA
Im Jahre 1903 ging Soetomo zur STOVIA in Weltevreden um Arzt zu werden. Mit Gleichgesinnten gründete er dort 1908 die erste nationale Bewegung Boedi Oetomo. Die Gründung der Bewegung war nicht ohne Risiko für Soetomo und es kam sogar die Frage auf, ob die Schule Revolutionäre wie Soetomo vertragen kann. Eine Schulkonferenz wurde einberufen, auf der sich dann der Leiter Hermanus Frederik Roll sich mit Worten „Wie van de heren hier aanwezig beschikte toen hij achttien was, over meer karakter dan Soetomo?“ (Wer von den Herren, [die] hier anwesend [sind], verfügte damals, als er achtzehn war, über mehr Charakter als Soetomo?) hinter Soetomo stellte. Soetomo blieb und schloss sein Studium 1911 ab.

### Erste Berufsjahre
Anschließend arbeitete er als Arzt in verschiedenen Orten auf Java und Sumatra. 1917 heiratete er die niederländische Krankenschwester Everdina Johanna Bruring und studierte zwei Jahre darauf bis 1923 in den Niederlanden Medizin.

### Politisches und gesellschaftliches Engagement
Im Jahre 1924 gründete er in Surabaya die Studentenverbindung „Indonesische Studie Club“ und 1930 die Partei „Partai Bangsa Indonesia“ (Indonesische Nationalpartei), die 1935 mit der Bewegung Boedi Oetomo zur „Partai Indonesia Raya“ (Großindonesische Partei) wurde.
Soetomo lag jedoch die Parteipolitik nicht. Sein Engagement galt der sozialen Wohlfahrt und den wirtschaftlichen Aufschwung seiner Landsleute. So initiierte er die Gründung einer Bank, die „Bank Nasional Indonesia“ und die erste Versicherungsgesellschaft „Bumi Putra“. Auch die Genossenschaft „Rakun Tani“, verschiedene Waisenhäuser, Einrichtungen für Leprakranke und andere Institutionen für das öffentliche Gesundheitswesen gehen auf seinen Einfluss zurück.

### Zitat
„Aan hen die op ons scholden en nog schelden, aan de regering die ons een afzonderlijk plaatsje toewees in de maatschappij en op de scholen, aan allen, die ons beledigden, trapten en nog smaden, aan hen die het woord ‘inlander’ bezigden om ons te krenken, aan u allen, die mede hebt gewerkt om ons het besef op te dringen, dat wij zijn een volk, lui en indolent, dom, vuil, bijgelovig en wreed, ondankbaar en zonder gevoel – aan u allen zeg ik dank, want uw minachting, uw afwijzende houding jegens ons, uw vloekwoorden waren de onwelriekende mest, waarop het zaad der nationaliteit ontkiemde. Dankzij u, onbarmhartige drijvers, zijn we zovele stappen nader tot ons doel: ‚Onszelf te zijn.‘“

Übersetzung:

„An jene, die uns beschimpften und noch beschimpfen, an die Regierung, die uns einen gesonderten Platz in der Gesellschaft und in den Schulen zuwies, an alle, die uns beleidigen, traten und noch schmähten, an jene, die das Wort ‚Inländer‘ benutzen, um uns zu beleidigen, an sie alle, die daran mitgearbeitet haben uns das Bewusstsein aufzuzwingen, dass wir ein faules und träges, dummes, schmutziges, abergläubisches und grausames Volk, Undankbar und ohne Gefühle sind – an sie allen sage ich Dank, weil ihre Geringschätzung, ihre ablehnende Haltung uns gegenüber, ihre Schimpfwörter, waren der übelriechende Mist, auf die die Saat unserer Nationalität aufging. Dank euch, unbarmherzige Viehtreiber, sind wir so viele Schritte näher an unserem Ziel: ‚Uns selbst zu sein‘.“

## Würdigung
Am 30. Juli 1981 wurde in Surabaya die „Dr. Soetomo Universität“ eröffnet. Derzeit sind dort um die 12.000 Studenten immatrikuliert.